# Adel Abdel Rahman
Adel Abdel Rahman (Egipto, 11 de diciembre de 1967) es un futbolista y entrenador de fútbol de Egipto que jugaba en la posición de delantero.

## Carrera

### Club
| Periodo   | Club        |
| --------- | ----------- |
| 1987-1988 | El-Olympi   |
| 1988-1995 | Al-Ahly SC  |
| 1995      | Zamalek SC  |
| 1996–1997 | Al Wehda FC |

### Selección nacional
Jugó para Egipto en 12 ocasiones de 1987 a 1990 y anotó un gol; participó en la Copa Mundial de Fútbol de 1990 y en la Copa Africana de Naciones 1990.

### Entrenador
| Periodo   | Club        |
| --------- | ----------- |
| 2015      | Al-Shabab   |
| 2015      | Ittihad FC  |
| 2016      | Al-Batin FC |
| 2016–2017 | Al Wehda FC |
| 2018–2019 | Al Ahly B   |
| 2019      | Smouha SC   |

## Logros
- Primera División de Egipto (3): 1988–89, 1993–94, 1994–95
- Copa de Egipto (4): 1988–89, 1990–91, 1991–92, 1992–93
- Copa Confederación de Egipto (1): 1990
- Recopa Africana (1): 1993
- Copa Afro-Asiática (1): 1988
- Recopa Árabe (1): 1994